# Callithrix flaviceps
El tití de cabeza amarilla (Callithrix flaviceps) es una especie de primate platirrino de la familia Callitrichidae endémico de Brasil.

## Distribución
Este animal es endémico de la Mata Atlántica de Brasil al sudeste, donde está restringida a zonas de bosques por encima de los 400 metros de altura en los estados de Espírito Santo y Minas Gerais.

## Descripción
Mide unos 35 cm de longitud, la mitad de los cuales pertenece a la larga cola que pesa de unos 350 gramos.
El pelaje es gris, más oscuro en la parte dorsal que en la ventral, la cola tiene anillos negros. En la cabeza tiene 2 mechones de pelo blanco en los oídos, que se dirigen horizontalmente y no verticalmente como en muchas otras especies de tití. La cara es de color blanco con cabello oscuro en las cejas y en la nariz.

## Hábitos
Son animales diurnos y arbóreos viven en grupos de 3 a 15 individuos, generalmente relacionados entre sí y dirigidos por una hembra dominante. Su dieta consiste en insectos y frutos: estos titíes obtienen la mayor parte de su alimentación de la savia y la gomoresina, particularmente la que se extrae de los árboles de la especie Acacia paniculata.

## Reproducción
El periodo de gestación dura 5 meses, tras lo cual dan a luz dos crías. La hembra entra en celo después del nacimiento y podría llevar a cabo hasta tres embarazos por año. Los jóvenes son independientes, y después de un mes de nacidos alcanzan la madurez sexual a los 10 meses. Su esperanza de vida en cautiverio es de 16 años, y en la selva no viven más de 10 años.